# 애버딘 공항

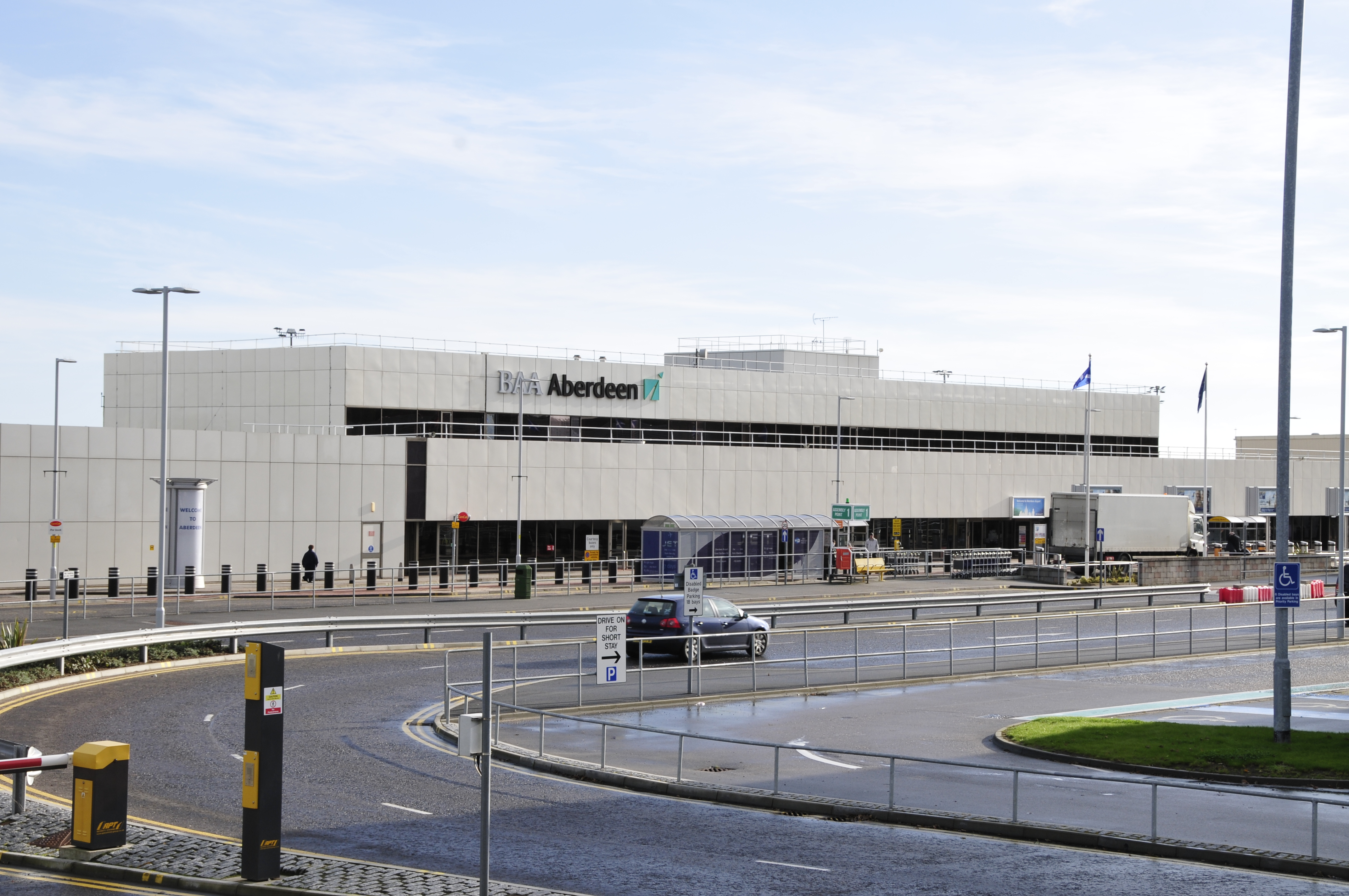

애버딘 국제공항(Aberdeen International Airport, Port-adhair Eadar-nàiseanta Obar Dheathain, IATA: ABZ, ICAO: EGPD)은 스코틀랜드 애버딘의 다이스에 위치한 국제공항으로, 애버딘시 중심부에서 북서쪽으로 약 9.3킬로미터 지점에 위치해 있다. 2017년 이 공항을 이용한 총 승객 수는 3,100,000명 미만이며 이는 2016년 대비 4.6% 증가한 것이다.
이 공항은 하나의 승객용 주 터미널이 있다. 북해 헬리콥터 운영에 할당된 4개의 터미널이 추가로 있다.
1934년 7월 28일 개항하였다.

## 통계
| 2008                              | 3,290,920 | 119,831 |
| 2009                              | 2,984,445 | 109,876 |
| 2010                              | 2,763,708 | 102,396 |
| 2011                              | 3,082,816 | 108,862 |
| 2012                              | 3,330,126 | 115,013 |
| 2013                              | 3,440,765 | 118,219 |
| 2014                              | 3,723,662 | 124,282 |
| 2015                              | 3,469,525 | 112,357 |
| 2016                              | 2,955,338 | 96,156  |
| 2017                              | 3,090,642 | 97,007  |
| 2018                              | 3,056,018 | 91,279  |
| 2019                              | 2,912,883 | 91,248  |
| 출처: UK Civil Aviation Authority |           |         |